# Mat (Fluss)
Der Fluss Mat (albanisch auch Mati) entwässert Teile der albanischen Berglandschaft nordöstlich von Tirana. Er mündet nach 115 Kilometern zwischen den Städten Laç und Lezha in die Adria.
Der Mat entsteht aus dem Zusammenfluss mehrerer Quellbächen in der Bergregion Martanesh, wo er und seine Zuflüsse tiefe Schluchten bilden. Er entwässert ein breites (Hoch-)Tal, das ebenfalls den Namen Mat trägt. Danach passiert er eine enge Schlucht durch das Skanderbeggebirge, das die Region Mat von der albanischen Küstenebene trennt. Am Ende dieses Einschnitts vereinigt er sich mit seinem wichtigsten Nebenfluss, dem Fan. Dieser entwässert die nördlich gelegene Mirdita. Von da an sind es noch rund 25 Kilometer durch die flache Küstenebene, bis der Fluss in den Drin-Golf mündet. Das gesamte Einzugsgebiet umfasst eine Fläche von 2441 Quadratkilometern.
Der Mat wurde in der engen Schlucht am Ausgang des Mat-Tals zweimal gestaut. Der Ulza-Stausee (Liqeni i Ulzës) wird durch eine 64 Meter hohe und 126 Meter lange Staumauer gebildet. Er fasst 124 Millionen m³. Die Fallhöhe des Wassers beim Elektrizitätswerk beträgt rund 55 Meter. Das Wasserkraftwerk wurde von den sowjetischen Spezialisten errichtet und im Jahr 1957 in Betrieb genommen. Es handelt sich um das erste größere Wasserkraftwerk im Land. Anfang der 2000er Jahre wurde es mit ausländischer Hilfe erneuert, damit mehr Leistung gewonnen werden kann. Gleich unterhalb der Ulza-Staumauer liegt der schmale Shkopet-Stausee (Liqeni i Shkopetit), der sich über einige Kilometer durch die enge Schlucht zieht und ebenfalls mit einem Wasserkraftwerk versehen ist. Dieses Wasserkraftwerk ist drei Jahre jünger und wurde ebenfalls noch unter sowjetischer Anleitung errichtet. Es wird um das Jahr 2000 ebenfalls erneuert. Die Staumauer ist 53 Meter hoch und 90 Meter lang. Die Fallhöhe beträgt dort rund 36 Meter.
Die durchschnittliche Abflussmenge des Mat beträgt 103 m³/s. Dies ist der drittgrößte Wert unter den albanischen Flüssen. Nach Niederschlägen führt er sehr viel Wasser, was immer wieder zu Überschwemmungen führt, durch den Bau der Kraftwerke aber deutlich besser reguliert werden kann. Die Höchstwassermenge übertrifft die Mindestwassermenge im Jahresverlauf um das Zehnfache.
Nach dem Zusammenfluss mit dem Fan bildet der Mat ein sehr breites Flussbett. Der Fluss tritt kurz darauf in die nordalbanische Küstenebene aus. Hier stellte er mit seinem vielen Kies und Geröll auch bei Niedrigwasser ein Hindernis für Reisende zwischen Nord- und Mittelalbanien dar.
Während des Ersten Weltkriegs bauten österreichische Truppen bei Milot zuerst Behelfsbrücken, später eine richtige Brücke, die sie aber beim Rückzug wieder zerstörten. Im Jahr 1927 wurde die erste dauerhafte Brücke über den Fluss errichtet, die Ura e Zogut. Die Brücke mit sechs großen Stahlbögen auf Betonpfeilern überspannt 480 Meter. Sie wurde von Schweizer Ingenieuren Erwin und Gerold Schnitter geplant. Als eines der größten Bauwerke des damaligen Albanien wurde sie dem König zu Ehren Zogu-Brücke genannt. Später wurde sie meist nur als Mat-Brücke bezeichnet. Es sollte nämlich rund 50 Jahre dauern, bis eine weitere Brücke den Fluss in der Küstenebene überquerte. Das neue Bauwerk für Straße und Eisenbahn ermöglichte eine direktere Verbindung, da die Zogu-Brücke ein wenig landeinwärts im Mat-Tal gelegen ist. Die 1981 errichtete und sieben Meter hohe Brücke war bei Erstellung mit einer Länge von 781 Metern die längste des Landes. Nochmals 20 Jahre später wurde für die neue Schnellstraße, die das Land von Nord nach Süd durchqueren soll, eine dritte Mat-Brücke noch weiter westlich errichtet. Diese Brücke ist 650 Meter lang.

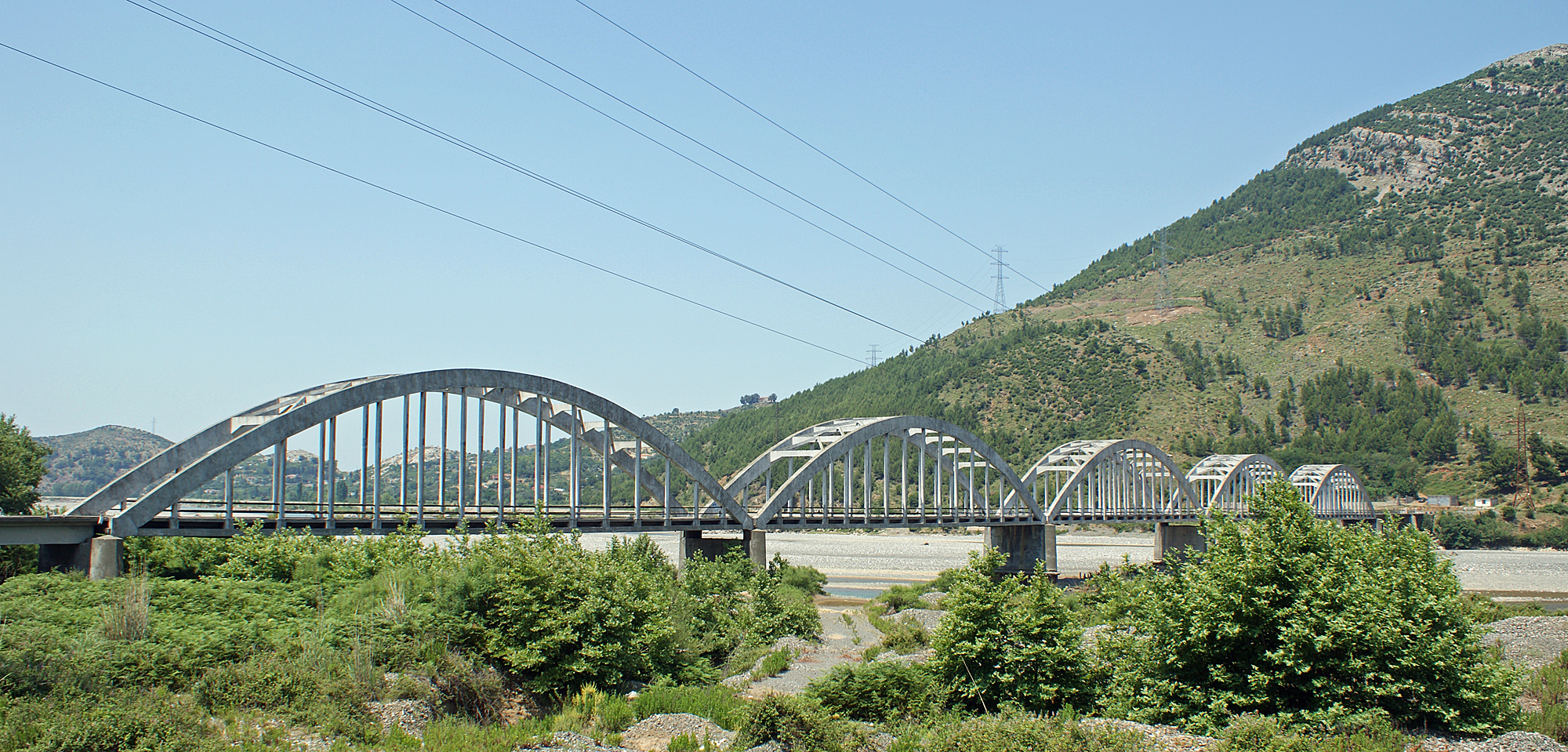
Zogu-Brücke von 1927
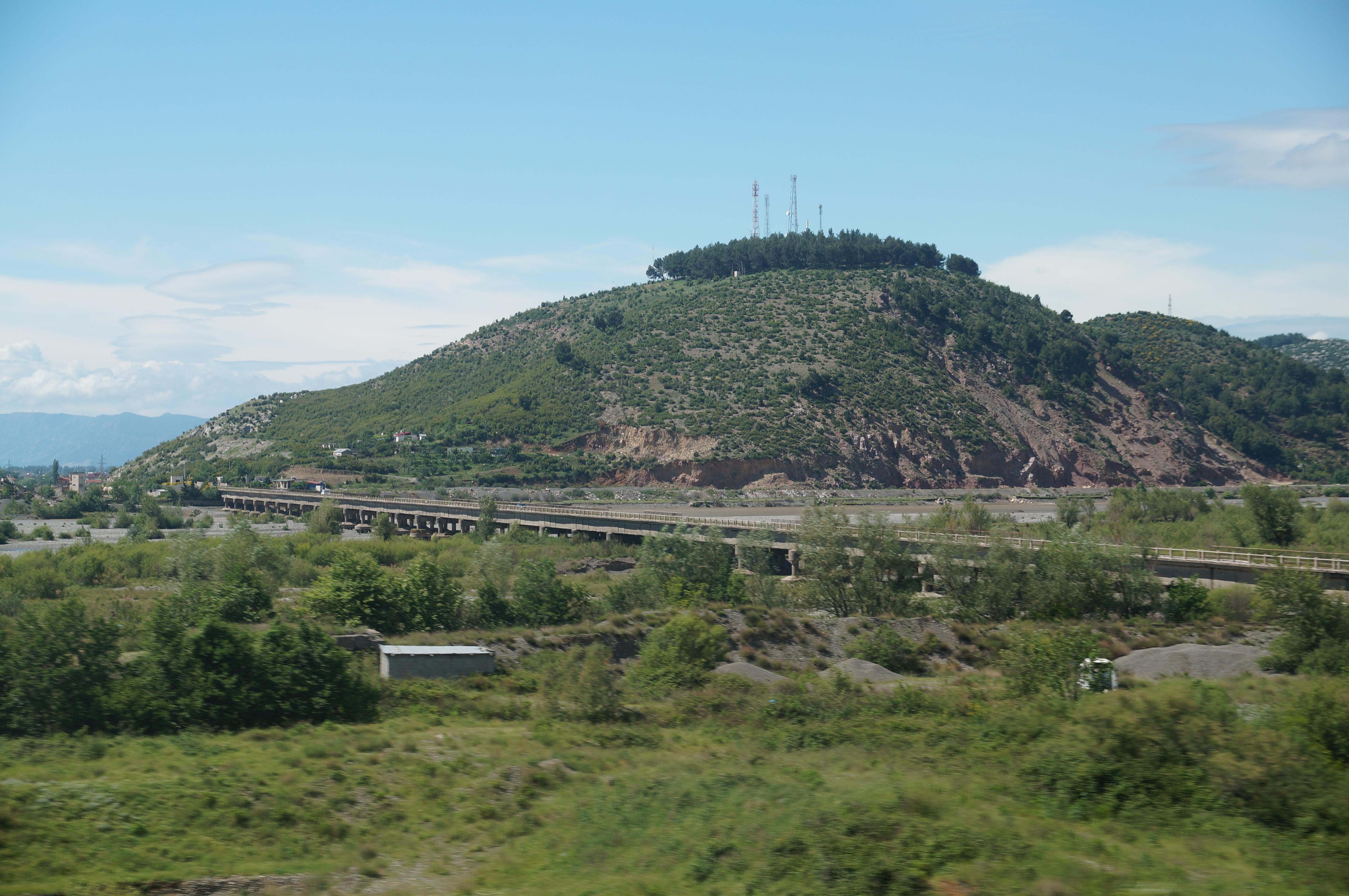
Straßen- und Eisenbahnbrücke von 1981
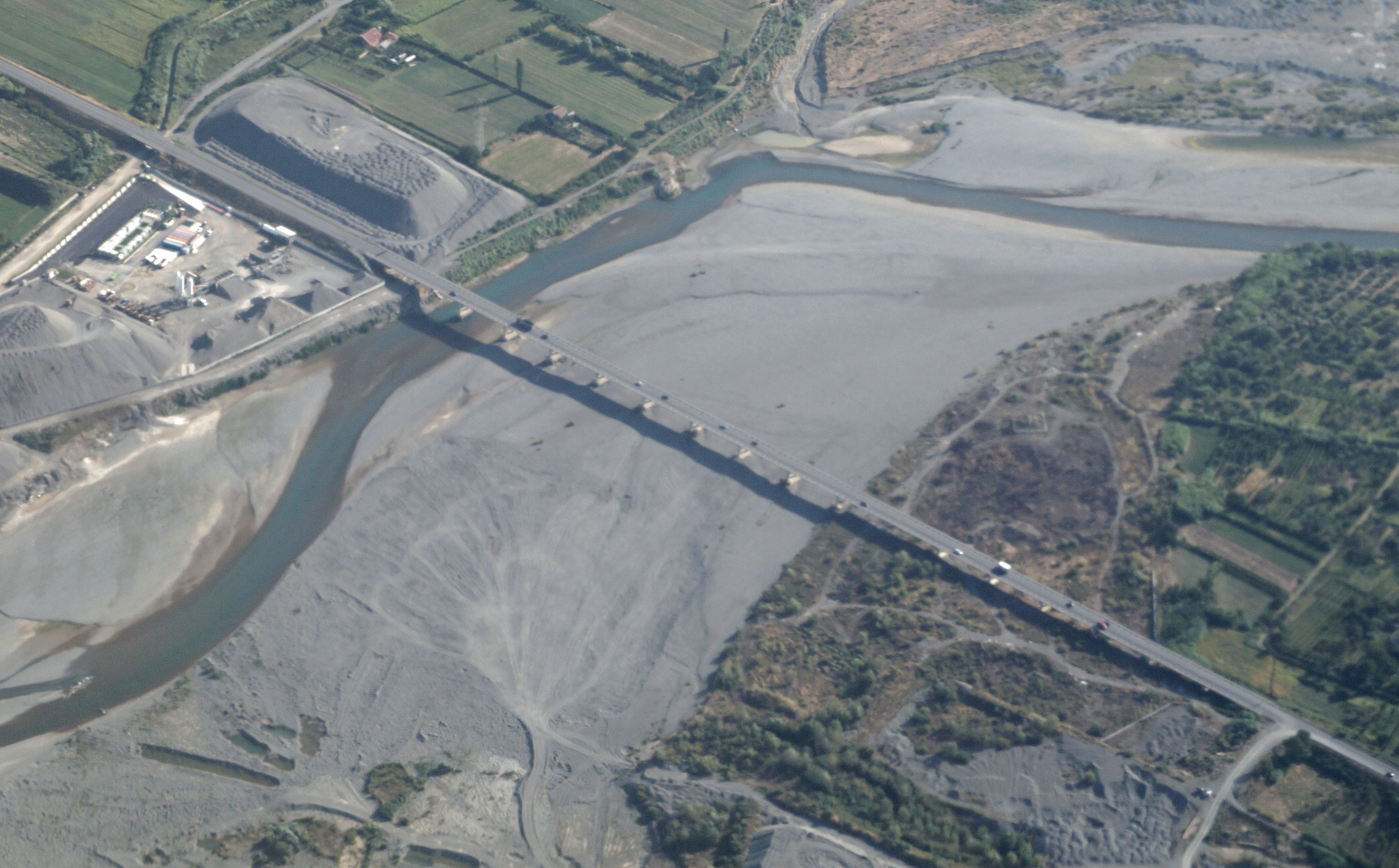
Schnellstraßenbrücke von 2002

Mit Stand September 2021 besteht der Plan einer Kaskade von zwei Ausleitungskraftwerken am Mat bei Klos und einem Kraftwerk am Nebenfluss Xibër. Planer ist IKK Engineering aus Graz.